# 死の谷間
『死の谷間』（しのたにま、Z for Zachariah）は、2015年のアメリカ合衆国・スイス・アイスランド・ニュージーランド合作のSF映画。監督はクレイグ・ゾベル、主演はマーゴット・ロビーが務めた。本作はロバート・C・オブライエンが1974年に発表した小説『死の影の谷間』を原作としている。

## ストーリー
核戦争で文明が崩壊した後の世界。アン・バーデンは家族と一緒に農業を営んでいた。彼女たちが暮らす谷間は岩壁に囲まれているために放射能汚染から免れており、土壌も肥沃で水の供給も十分すぎるほどであった。ある日、アンはジョン・ルーミスと名乗る生存者に遭遇した。ルーミスは優秀なエンジニアで、防護スーツと医薬品を携えていた。彼は遠くにある軍事施設から安全なバーデン一家の谷を目指して旅してきたのだという。ルーミスは放射能で汚染された水を浴びて体調を崩していたが、アンの看護のお陰で回復できた。
健康を回復したルーミスはアンと一緒に生活するようになった。ルーミスが油圧ポンプやトラクターを整備してくれたお陰で、アンの農作業の負担がかなり減った上に、冬を越すために十分な食糧を確保できる見通しが立った。ここに至り、アンはルーミスに「自分の両親と弟が他の生存者を探しにでたきり帰ってこない」と打ち明けた。ルーミスは教会の設備と滝を使って水力発電装置を作ろうとしたが、アンはその考えに不快感を示した。アンの父親は牧師であり、彼女自身もキリスト教に深く帰依していたためである。ルーミスは不本意ながらも装置の製作を中断した。
一緒に生活していく中で、アンとルーミスは急速に親密になっていたが、アンの信仰やルーミスの飲酒をめぐって度々諍いが起きていた。ある夜、アンはルーミスと一線を越えようとしたが、彼は「急に事を進めるのは良くない。もっと時間をかけていこう。」とアンを諫めた。
少々の諍いはあったものの、アンとルーミスは穏やかな生活を送っていたが、ある時期から怪現象が発生するようになった。そんな中、ケイレブと名乗る男が谷を訪れた。アンはケイレブを歓迎したが、ルーミスにとっては面白くない事態となった。ルーミスはケイレブの素性を正そうとしたが、その度にケイレブは「アンと同じものを信仰しているので、それが僕を導いたのでしょう」などとはぐらかすのであった。ある日、七面鳥を狩りに出かけたルーミスとケイレブは、どちらがより多くの鳥を仕留められるか賭けをする。
ルーミスとケイレブの間にしこりがあったのは事実であるが、平穏な生活の素晴らしさを痛感していた2人は、それを表に出さないよう努めていた。しかし、ついにそれが噴出する日がやって来た。

## キャスト
※カッコ内は日本語吹替
- アン・バーデン: マーゴット・ロビー（坂本真綾）
- ジョン・ルーミス: キウェテル・イジョフォー（乃村健次）
- ケイレブ: クリス・パイン（阪口周平）

## 製作
2013年5月、ロバート・C・オブライエンの小説『死の影の谷間』の映画化が発表され、キウェテル・イジョフォー、クリス・パイン、アマンダ・サイフリッドが起用されたと報じられた。2014年1月、スケジュールの都合で降板したサイフリッドの代役として、マーゴット・ロビーが起用されたとの報道があった。
本作はアメリカ合衆国東部を舞台にした作品だが、撮影の大部分はニュージーランドで行われた。2014年1月27日、本作の主要撮影がカンタベリー地方で始まった。クレイグ・ゾベルとティム・オアーはアンドレイ・タルコフスキーの『惑星ソラリス』、『鏡』、『ストーカー』を念頭に置きながら本作の撮影に当たったのだという。3月にはウェストバージニア州での撮影が行われた。

## 公開
2015年1月5日、ロードサイド・アトラクションズが本作の全米配給権を購入したと報じられた。24日、本作はサンダンス映画祭でプレミアを迎えた。

## 評価
本作は批評家から好意的に評価されている。映画批評集積サイトのRotten Tomatoesには84件のレビューがあり、批評家支持率は80%、平均点は10点満点で6.8点となっている。サイト側による批評家の見解の要約は「『死の谷間』はシンプルな設定から感動的なドラマをひねり出している。ただ、物語の進むペースは遅いかもしれない。」となっている。また、Metacriticには28件のレビューがあり、加重平均値は68/100となっている。